# Shidelerella
Shidelerella es un género de foraminífero bentónico considerado un sinónimo posterior de Croneisella de la familia Hippocrepinellidae, de la superfamilia Astrorhizoidea, del suborden Astrorhizina y del orden Astrorhizida. Su especie tipo era Shidelerella bicuspidata. Su rango cronoestratigráfico abarcaba el Silúrico.

## Discusión
Clasificaciones previas incluían Shidelerella en la subfamilia Saccammininae, de la familia Saccamminidae, así como en el suborden Textulariina del orden Textulariida.

## Clasificación
Shidelerella incluía a las siguientes especies:
- Shidelerella bicuspidata †
- Shidelerella cylindrica †
- Shidelerella elongata †